# Heliconius narcaea
Heliconius narcaea är en fjärilsart som beskrevs av Pierre André Latreille och Jean Baptiste Godart 1819. Heliconius narcaea ingår i släktet Heliconius och familjen praktfjärilar. Inga underarter finns listade i Catalogue of Life.

## Bildgalleri

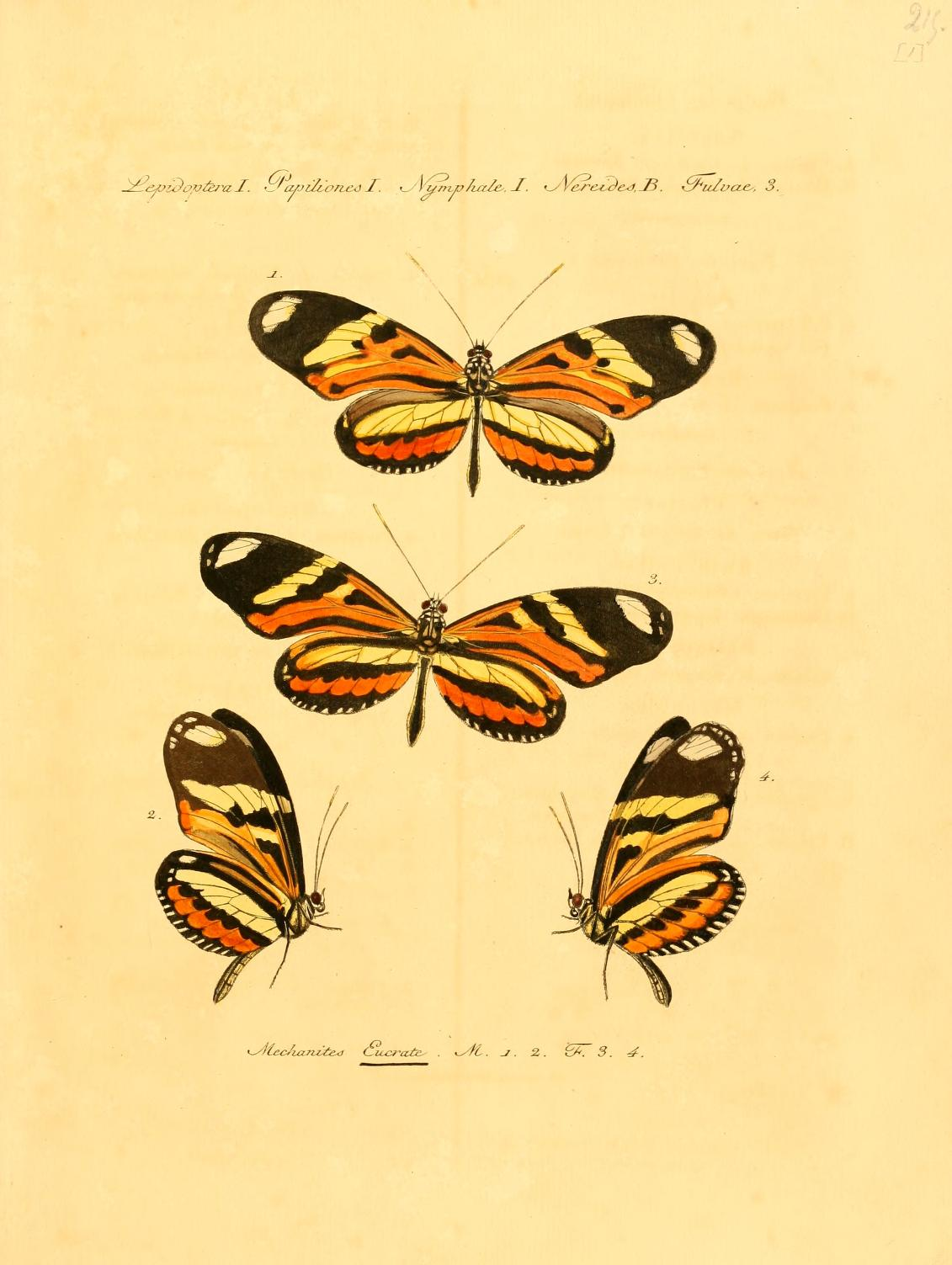